# روزن میدن
روزن میدن (به ژاپنی: ローゼン・メイデン، به انگلیسی: Rozen Maiden ) یک مجموعه مانگا ژاپنی است که توسط پیچ-پیت نوشته و طراحی شده‌است. این مانگا ابتدا بین سپتامبر ۲۰۰۲ الی ژوئیه ۲۰۰۷ در ماهنامه Comic Birz منتشر می‌شد.
یک مجموعه تلویزیونی انیمه ۱۲ قسمتی نیز توسط استودیو نوماد بر پایه نسخه مانگا ساخته شده که از ۲۲اکتبر تا دسامبر ۲۰۰۴ در کانال تی‌بی‌اس، ام‌بی‌اس پخش می‌شد.